# Chinte
Il Chinte è un kata praticato negli stili (Shōrin-ryū, Shitō-ryū e Shotokan) dell'arte marziale del Karate.

## Storia
Il kata Chinte (珍手, lett. “Mani rare”), detto anche Chinti in okinawense, come tutti i kata più antichi, è la rielaborazione di una forma cinese. Praticato esclusivamente nell'area di Shuri (Okinawa) fino dal XVIII secolo, conserva molti elementi del to-de originale, come alcune alternanze di posizione tra parata e contrattacco che si sono perse nel karate moderno e sportivo.
Nello sforzo di propagandare l'arte in Giappone, il maestro Funakoshi, conscio del nazionalismo imperante e della costante rivalità del Giappone con la Cina (che sfociò poi in guerra), cambiò il nome a molti kata, sostituendo gli impopolari termini cinesi con altri nipponici. Anche "chinte" non sfuggì alla regola e venne chiamato "shoin". Ma, a differenza di quasi tutti gli altri kata e per motivi sconosciuti, in seguito venne nuovamente chiamato con il suo nome originale. Itosu lo apprese da un maestro di Tomari di nome Gusukuma, allievo di un cinese di nome Annan proveniente dal Fujian, che si era rifugiato presso un cimitero sulle montagne vicino a Tomari dopo essere scampato a un naufragio sulla costa di Okinawa. La versione moderna del kata che si studia nello Shotokan risulta integra solo parzialmente: ci sono infatti tre piccoli saltelli alla fine per tornare nel punto di partenza, mancando la parte conclusiva. Viceversa, la versione antica tramandata fino ai nostri giorni dallo Shorin Ryu Kyudokan e dallo Shito Ryu, risulta del tutto integra e senza i saltelli finali. Poiché i fondatori dello Stile Shotokan, dello Shitō-ryū e dello Shōrin-ryū hanno attinto tutti invariabilmente dallo stesso insegnamento (quello di Ankō Itosu), gli studi oggi concordano nel ritenere che lo Shotokan abbia apportato sensibili modifiche ai kata classici anche per la necessità di occultare una trasmissione lacunosa avvenuta al suo interno.

## Tecniche del Kata
1. Musubidachi. Saluto (rei)
2. Yoi. heisoku dachi. Portare i pugni all'altezza del plesso solare, il sinistro con il dorso rivolto verso il basso e il destro, poggiato sul sinistro, con il dorso frontale
3. Sul posto tenere fermo il braccio sinistro, colpire con kentsui uchi verso il lato destro del corpo compiendo un arco dall'alto verso il basso. Fermare la tecnica all'altezza del viso con il pugno in verticale
4. Portare il pugno destro sul petto, al posto del sinistro ed eseguire kentsui uchi, come nel punto 3, ma a sinistra
5. Avanzare con il piede sinistro in kiba dachi. Portare le braccia in alto con le mani aperte sovrapponendo le dita, quelle della mano destra sopra quelle della mano sinistra, formando un angolo di circa 45° tra loro ed unire i pollici
6. Ruotare il bacino di 90° spostando il piede destro in fudo dachi, chudan tate shuto destro
7. Sul posto spostare il peso e muovere il bacino per passare in zenkutsu dachi e colpire la mano destra con tate zuki sinistro
8. Avanzare in fudo dachi sinistro, chudan tate shuto sinistro
9. Sul posto spostare il peso e muovere il bacino per passare in zenkutsu dachi e colpire la mano sinistra con tate zuki destro
10. Avanzare in fudo dachi destro, chudan tate shuto destro
11. Sul posto spostare il peso e muovere il bacino per passare in zenkutsu dachi e colpire la mano destra con tate empi sinistro. KIAI
12. Ruotare di 180° in kokutsu dachi, shuto uke sinistro
13. Avanzare, kokutsu dachi shuto uke destro
14. Mae geri sinistro
15. Tornare con la gamba sinistra al punto di partenza, ma in zenkutsu dachi, eseguire contemporaneamente uchi uke destro e gedan barai sinistro
16. Avanzare la gamba sinistra in heisoku dachi, gyaku gedan barai destro
17. Sul posto continuare il movimento circolare fino formare un cerchio completo ed eseguire gedan kentsui uchi
18. Indietreggiare con la gamba destra in kiba dachi, sommando al yori ashi al movimento, eseguire gedan haito, dopo aver compiuto un movimento circolare completo in senso orario con le braccia
19. Yori ashi a sinistra, mantenendo la posizione di kiba dachi, e gedan haito destro, dopo aver compiuto un movimento circolare completo in senso antiorario con le braccia
20. Yori ashi a sinistra, mantenendo la posizione di kiba dachi, doppio uchi uke
21. Sollevare la gamba destra e passare in tsuru ashi dachi, con il collo del piede destro agganciato dietro il ginocchio sinistro, doppio gedan barai ai lati del corpo, compiendo un ampio movimento sopra la testa
22. Avanzare con la gamba destra in zenkutsu dachi, colpire con otoshi (dall'alto) nakadaka (nocca del dito medio) ken destro
23. Sul posto tenendo fermo il braccio destro, otshi nakadaka ken sinistro e feramarsi sopra il pugno destro
24. Sul posto, uchi uke destro con nihon nukite (indice e medio tesi)
25. Avanzare con la gamba sinistra in zenkutsu dachi, jodan nihon nukite sinistro
26. Rotazione di 180° in senso antiorario, zenkutsu dachi sinistro, uchi uke sinistro con nihon nukite
27. Avanzare con la gamba destra, zenkutsu dachi, jodan nihon nukite
28. Ruotare di 90° in senso antiorario, zenkutsu dachi destro, chudan teisho destro, con movimento circolare laterale
29. Sul posto con il braccio destro fermo, chudan teisho sinistro, con movimento circolare laterale, fino ad incontrare la mano destra.
30. Sul posto colpire dietro la schiena all'altezza dei fianchi con entrambe le braccia con nakadaka ken
31. Ruotare il bacino e girarsi in fudo dachi sinistro, chudan nakadaka ken, eseguendo un movimento circolare laterale con entrambe le braccia e con i gomiti piegati all'infuori. KIAI
32. Avanzare con la gamba destra, fudo dachi, chudan tate shuto destro
33. Sul posto spostare il peso e muovere il bacino per passare in zenkutsu dachi e colpire la mano destra con tate zuki sinistro
34. Avanzare con la gamba sinistra, fudo dachi, chudan tate shuto sinistro
35. Sul posto spostare il peso e muovere il bacino per passare in zenkutsu dachi e colpire la mano sinistra con tate zuki destro
36. Yame. Yori ashi indietro e passare velocemente in heisokudachi piegando gli avambracci a 90° senza sganciare le mani, che si troveranno all'altezza del mento. Effettuare tre saltelli all'indietro, senza scomporre la posizione, per tornare al punto di partenza (solo nello Shotokan)
37. Musubidachi. Saluto (rei)